# Green Street Hooligans 2
Green Street Hooligans 2 es una película de 2009, distribuida por Lionsgate Home Entertainment.

## Argumento
Dave Millar (Ross McCall), junto con otros miembros de la Green Street Elite, son detenidos por participar en la lucha al final de la primera película, y terminan siendo enviados a una prisión de alta seguridad. En la cárcel, los 3 convictos de la Élite Green Street (EGS) descubren rápidamente la brutalidad de la vida en prisión, ya que son objetos constantes del maltrato de la mayoría de los reclusos, entre ellos un grupo de hinchas del Chelsea. Después de una pelea rápida de la GSE son culpados por la pelea y son transferidos a otra prisión, donde un gran número de Bushwackers (fanáticos del Millwall) los están esperando. Poco después de su llegada se encuentran con Marc y su grupo, que declaran sus intenciones de hacer que el tiempo de la GSE en prisión sea penoso. Después de insultar a Pete, el fallecido líder de la EGS, se pelean, son reducidos por los guardias y una vez más, el grupo de Dave es culpado por el incidente.
Poco después, Dave se encuentra con los rusos, que le dan consejos acerca de cómo sobrevivir en la cárcel. Pronto descubren que no es fácil, porque los Bushwackers son ayudados por una funcionario de la prisión, Verónica, que también les proporciona acceso a los cigarrillos y las drogas. También les da una llave para ir a donde ellos quieren, que utilizan para atacar a un miembro de la GSE en la zona de aislamiento. Sin embargo este ataque no tiene éxito gracias a la intervención del Oficial Mason, quien apoya a la EGS. También utilizan esta llave para acceder y agredir a otros prisioneros. 
La EGS se da cuenta de que para poder sobrevivir, tienen que mantenerse firmes y, con la ayuda de Dave, arrinconan y agreden a dos de los seguidores del Millwall. Poco después de esto Marc amenaza a Dave. Dave utiliza la táctica de Marc en su contra, golpeando a los hinchas del Millwall y fingiendo ser las víctimas. Enfurecido, Marc obitene el acceso a la celda de aislamiento, donde Dave está durmiendo después de haber sido enviado allí, y lo golpea. Sin embargo, después de varios insultos sobre Pete, Dave enfurece y parece ganar la pelea hasta que Verónica y varios agentes de policía llegan y la detienen.
Debido a la falta de espacio, el gobernador de la prisión pide a Verónica y al oficial Mason que seleccionen a 63 personas que, si son liberadas, no dañarían a la sociedad. Verónica deliberadamente elige la mayoría de los seguidores del Millwall, aunque son bastante problemáticos, pero el gobernador lo rechaza. Entonces el oficial Mason proporciona una lista más adecuada que finalmente es aceptada, pero que incluye a los tres miembros de la EGS, que han sido un problema desde que llegó. Verónica pide que en vez de ellos sean liberados los tres fanáticos del Millwall, pero el gobernador decide resolverlo con una competencia: un partido de fútbol entre ellos. 
Marc decide entonces a ordenar dos de sus amigos que secuestren a la novia de Dave, quien lo había estado visitando en varias ocasiones, y amenaza a Dave con asesinarla si no dejaba que ganasen el partido. Dave pide a Iván uno de sus amigos, que envíe a la EGS a su casa para rescatarla.
El partido comienza, pero Dave no juega bien para que el Millwall gane, atemorizado ante la posibilidad de que su novia pudiera ser asesinada si no lo hacía; pero la EGS logra llegar a su casa y rescatarla. Iván entonces se lo comunica a Dave, y entonces el verdadero partido comienza. Millwall no tienen ninguna posibilidad con el West Ham, y son derrotados gracias al gol decisivo de Dave. Después de que el juego termina, Marc, enfurecido, va hacia Dave, pero él se burla. Al intentar dar la orden de matar a la novia de Dave, encuentra a la EGS del otro lado del teléfono. En ese momento él y sus dos amigos son detenidos por el secuestro de la novia de Dave y Verónica también es detenida por tráfico de drogas. Esto último ha sido informado por el oficial Mason, quien es promovido. 
La película termina con los 3 chicos de la EGS ya fuera de la cárcel y, aunque Dave quiera pasar tiempo con su novia, la EGS ha organizado una fiesta para celebrar, a la que deben asistir.

## Desarrollo
La filmación comenzó a rodar a mediados de 2008, sobre un presupuesto de 1.000.000 dólares, considerablemente más bajo que su predecesor de la película. Ninguno de los actores originales de Green Street vuelve a aparecer, con excepción de Ross McCall, quien repite su papel como Dave. La película fue estrenada en marzo de 2009.[cita requerida]